# An American Crime
An American Crime is een historische misdaadfilm onder regie van Tommy O'Haver. De film ging in première op het Sundance Film Festival van 2007. Na de Amerikaanse televisiepremière op 10 mei 2008 volgde al snel dvdreleases.

## Productie
Tommy O'Haver schreef het script vlak nadat hij afstudeerde aan de University of Southern California met voormalig klasgenote Irene Turner. Ze gingen meerdere malen het archief in om de juiste feiten te gebruiken. Sylvia en Jenny's zus Dianna Bedwell-Knutson vertelde dat er haar nooit om toestemming is gevraagd.
Actrice Catherine Keener had de rol van Gertrude Baniszewski in eerste instantie geweigerd en legde uit bang te zijn om een controversiële rol te spelen. Na een gesprek met de regisseur accepteerde ze de rol. Ellen Page kreeg niet veel later de rol van Sylvia Likens. Page werd aangeraden voor de rol door producent Henry Winterstern. Keener en Page werden aangekondigd als acteurs op 16 mei 2006. Page vertelde veel research te hebben gedaan om Sylvia zo goed mogelijk te kunnen neerzetten. Daarnaast at ze weinig om veel gewicht te verliezen. Dit deed ze speciaal voor de rol van Sylvia, die in de film uitgehongerd wordt.
In de zomer van 2006 vonden de opnames plaats.

## Verhaal
De film gaat over het waargebeurde verhaal van Sylvia Likens in de jaren 60. Gertrude Baniszewski lijkt een gewone huismoeder met zeven kinderen. Sylvia en haar zusje Jenny worden door hun ouders ondergebracht bij Gertrude omdat zij zelf te druk zijn met het heen en weer reizen met een circus. Sylvia en de Baniszweski-kinderen lijken goed met elkaar overweg te kunnen en Paula - een van de kinderen - vertrouwt haar zelfs toe zwanger te zijn. Wanneer Paula later in elkaar geslagen dreigt te worden door een jongeman, houdt Sylvia hem tegen door te zeggen dat ze zwanger is. Paula is razend en zint wraak (dit is in realiteit nooit zo voorgekomen, dit is voor de film zo verteld).
Eenmaal thuis zegt Paula tegen haar moeder dat Sylvia roddels over haar verspreidt. Gertrude heeft op dat moment last van depressie en gebruikt ernstige methodes om Sylvia te disciplineren. Als er meer wordt gelogen over wat Sylvia allemaal gedaan zou hebben, sluit Gertrude haar op in de kelder. Op dat moment heeft ze haar al meerdere keren geslagen en een sigaret op haar uitgedrukt.
Terwijl er tegen de buitenwereld gelogen wordt dat Sylvia naar een jeugdgevangenis is gestuurd, wordt Sylvia mishandeld door de kinderen van Gertrude (en kinderen uit de buurt). Ze drukken sigaretten op haar uit en halen andere kinderen over om mee te doen met het martelen van Sylvia, het wordt gezien als een spelletje 'everyone is having fun with Sylvia'. Gertrude is hiervan op de hoogte maar doet er niets tegen, en moedigt het zelfs aan. Op een avond weet ze te ontsnappen, maar is dusdanig zwak en ondervoed dat het Gertrude niet veel moeite kost haar te overmeesteren.
In een scène vlucht Sylvia van het huis en weet een vriend haar te overhalen haar naar haar ouders te brengen. Hier biecht ze de waarheid op. Er wordt haar verzekerd dat ze nu veilig is. Dit blijkt echter een droom. Op dat moment ligt ze buiten bewustzijn op de grond in Gertrudes huis en sterft ze aan een combinatie van de mishandelingen en ondervoeding.

## Rolverdeling
| Acteur               | Personage              |
| -------------------- | ---------------------- |
| Ellen Page           | Sylvia Likens          |
| Catherine Keener     | Gertrude Baniszewski   |
| Hayley McFarland     | Jenny Fae Likens       |
| Ari Graynor          | Paula Baniszewski      |
| James Franco         | Andy Gordon            |
| Bradley Whitford     | Aanklager Leroy K. New |
| Romy Rosemont        | Betty Likens           |
| Jeremy Sumpter       | Coy Hubbard            |
| Scout Taylor-Compton | Stephanie Baniszewski  |
| Hannah Leigh Dworkin | Shirley Baniszewski    |
| Carlie Westerman     | Marie Baniszewski      |
| Tristan Jarred       | Johnny Baniszewski     |
| Evan Peters          | Ricky Hobbs            |
| Michael Welch        | Teddy Lewis            |
| Nick Searcy          | Lester Likens          |
| Scott Reeves         | Eric                   |
| Michael O'Keefe      | Dominee Bill Collier   |